# Rai Radio 3
Rai Radio 3 (Radio Tre) ist das Kultur- und Klassikprogramm der Radiotelevisione Italiana, der öffentlich-rechtlichen Rundfunkanstalt Italiens.

## Geschichte
Das Programm wurde am 1. Oktober 1950 als Terzo programma (dt. drittes Programm) nach Vorbild des 1946 gegründeten dritten Programms der BBC gegründet. Seinen heutigen Namen bekam es 1976.

## Programm
Das Programm besteht aus kulturellen Themen: Klassische- und Avantgarde-Musik (einschließlich Livekonzerte), Drama, Literatur, Geschichte, Philosophie, Religion und Mythologie.

## Geschichte
- Webseite von Rai Radio 3